# Wzorzec inkrementalny

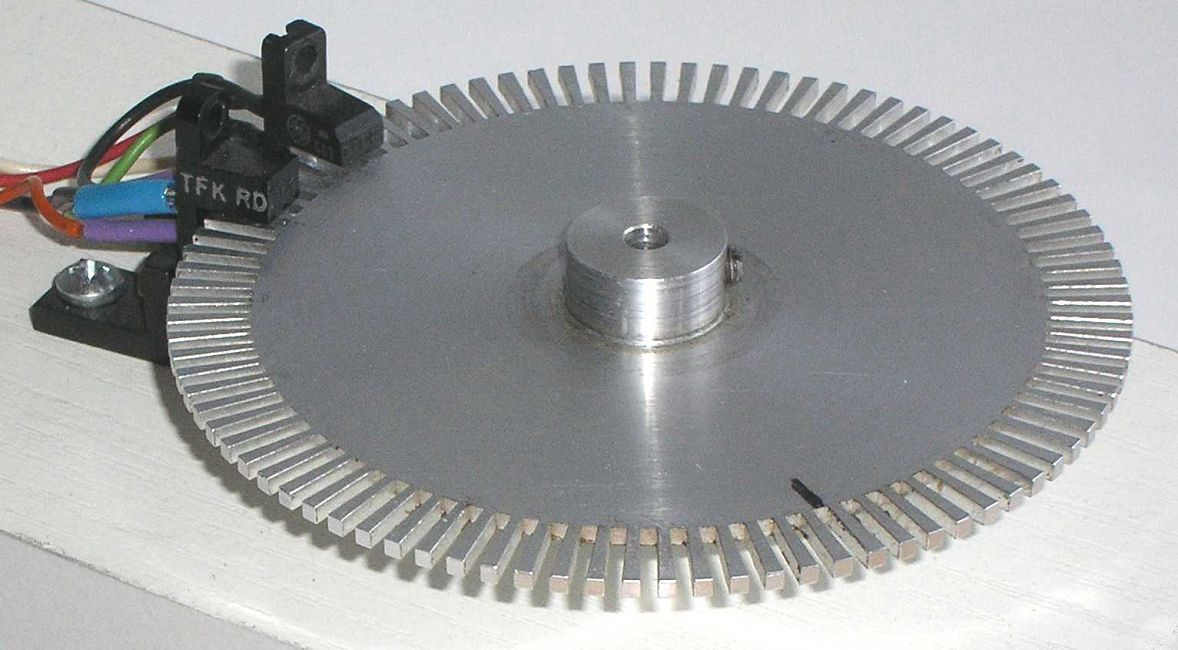
Przykład wzorca inkrementalnego optycznego transmisyjnego do pomiaru kąta obrotu o 90 szczelinach. Rozdzielczość z interpolacją 360 imp./obrót

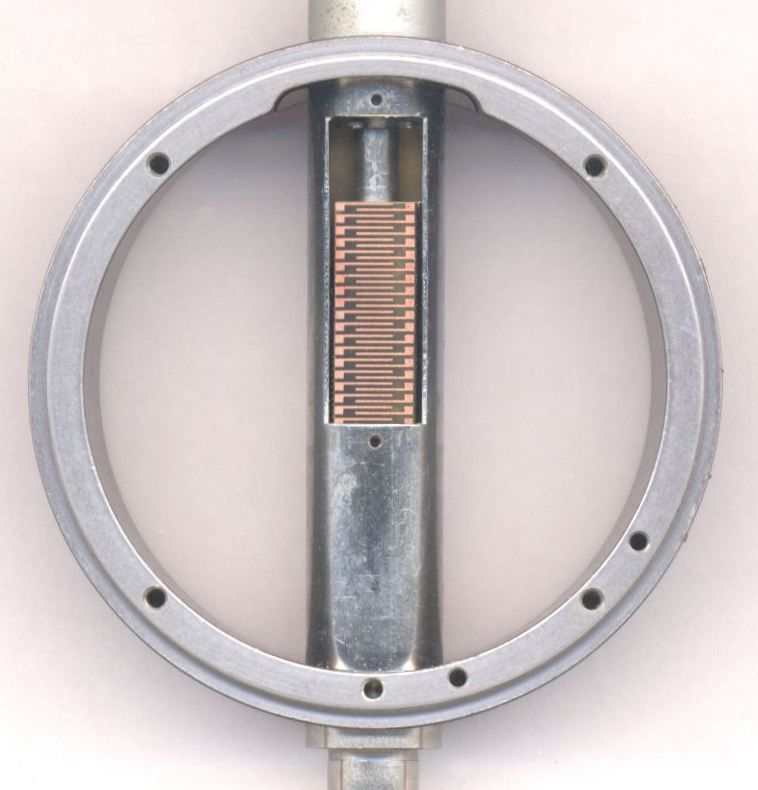
Wzorzec inkrementalny pojemnościowy do pomiaru przemieszczenia w zakresie 13 mm i rozdzielczości 0,01 mm

Wzorzec inkrementalny −  wzorzec zawierający rozłożone na przemian strefy o jednakowej szerokości różniące się właściwościami fizycznymi. Wzorzec inkrementalny do pomiaru długości ma strefy te  rozmieszczone wzdłuż linii prostej, natomiast do pomiaru kątów − na tarczy albo na powierzchni walcowej. Pomiar odbywa się przyrostowo na zasadzie zliczania ilości stref. Do zliczania w obu kierunkach (praca rewersyjna) wymagane są co najmniej dwa detektory przesunięte względem siebie o całkowitą liczbę okresów plus ±1/4 okresu wzorca. Możliwe jest również odczytanie ułamkowej części okresu za pomocą interpolatora.

## Rodzaje wzorców inkrementalnych
Do budowy wzorców inkrementalnych najczęściej są  wykorzystywane  zjawiska:
- optyczne 
  - zmiana współczynnika transmisji
  - zmiana współczynnika odbicia
  - zmiana fazy
  - interferencja światła (np. interferometr)
- magnetyczne  (np. zmiana kierunku namagnesowania)
- pojemnościowe (np. suwmiarki cyfrowe)
- indukcyjne (induktosyny)
- zmiany rezystancji (np. strefy przewodzące i nieprzewodzące)